# Фаталиева, Рояла Виталий кызы
Рояла Виталий кызы Фаталиева (азерб. Röyalə Vitali qızı Fətəliyeva; род. 6 июня 1991, Каджар, Физулинский район) — азербайджанская паратхэквондистка, выступающая в категории инвалидности K44 и весовой категории до 49 кг, мастер спорта, чемпионка мира 2013 года, серебряная призёрка чемпионата мира 2012 года и чемпионатов Европы 2015, 2016 и 2023 годов, бронзовая призёрка чемпионатов мира 2015 и 2019 годов. Представляла Азербайджан на летних Паралимпийских играх 2020 в Токио.

## Биография
Рояла Виталий кызы Фаталиева родилась 6 июня 1991 года в селе Каджар Физулинского района. У неё врождённая инвалидность: Фаталиева родилась без левой руки. У Рояли есть также старшая сестра и сестра-близнец Хаяла. После того, как родное село Фаталиевой вместе с частью района в ходе Первой карабахской войны было занято армянскими силами, семья Фаталиевых вынуждена была покинуть село Каджар и поселиться в пригороде Баку, посёлке Локбатан. Здесь она окончила среднюю школу № 288.
После окончания школы Фаталиева не сумела поступить в ВУЗ, но в следующем году поступила в Профессионально-реабилитационный центр для молодёжи с ограниченными возможностями № 1 в посёлке Рамана.
В 2011 году в 20 лет Рояла Фаталиева начала заниматься тхэквондо в Баку. Тренер по тхэквондо посоветовал ей попробовать себя в этом виде спорта.
В 2012 году заняла второе место на чемпионате мира в Санта-Крусе (Аруба). В 2013 году стала чемпионкой мира в швейцарской Лозанне.
В 2015 году на чемпионате мира в турецком Самсуне завоевала бронзовую медаль, а также стала серебряной призёркой чемпионата Европы в Кишинёве. В следующем году взяла серебро на чемпионате Европы в Варшаве.
В 2019 году заняла пятое место на чемпионате Европы в итальянском городе Бари. В этом же году завоевала бронзовую медаль на чемпионате мира в турецкой Анталье, а также выиграла серебро на открытом чемпионате Африки в Египте.
В мае 2021 года Рояла Фаталиева выиграла золотую медаль в финале европейского отборочного турнира в Софии и завоевала лицензию на XVI летние Паралимпийские игры в Токио.
В 2021 году на летних Паралимпийских играх 2020 в Токио Рояла Фаталиева в 1/8 финала уступила Хвансуде Фуангхича из Таиланда со счетом 4:17. Затем в первой утешительной схватке должна была встретиться с Аруной Танвар из Индии, но так как соперница снялась с турнира, то Фаталиева прошла дальше, где встретилась с Викторией Марчук с Украины, которой уступила со счётом 20:26 и заняла седьмое место.
В августе 2023 года выиграла серебро на чемпионате Европы в Роттердаме.